# M31-RV
M31-RV è o era una stella variabile rossa situata nella galassia di Andromeda che ha subito due esplosioni, nel 1968 e nel 1988, simili all'esplosione di V838 Monocerotis rilevata nel 2002. Tali oggetti sono definiti nova rosse luminose o rosse transienti a luminosità intermedia. Durante l'esplosione, sia V838 Mon che M31-RV hanno raggiunto una magnitudine visiva assoluta massima di -9,8.
Nel 2006, l'area intorno a M31-RV fu osservata con il telescopio spaziale Hubble, ma furono viste solo giganti rosse. Si ritiene che la stella sia diventata troppo debole per essere individuata da Hubble, o che la stella sia una compagna di una delle giganti rosse, o che la stella sia una delle giganti rosse stesse.
M31-RV ha raggiunto un picco di magnitudine visiva apparente di 17 prima di svanire rapidamente lasciando al suo posto polvere in formazione. La spiegazione più probabile è che queste esplosioni si verifichino durante eventi di collisione stellare.